# Magalie Simioneck
Magali Simioneck, née le 17 février 1970 à Fort-de-France, est une athlète française.

## Carrière
Magali Simioneck remporte la médaille d'or du relais 4 × 100 mètres aux Championnats d'Europe juniors d'athlétisme 1989 et aux Jeux méditerranéens de 1991 ; elle obtient aussi lors de ces Jeux la médaille de bronze sur 100 mètres. 
Aux Jeux méditerranéens de 1993, elle est médaillée d'or sur 100 mètres.